# Mistrzostwa Polski w Łyżwiarstwie Szybkim na Dystansach 1987
1. Mistrzostwa Polski w Łyżwiarstwie Szybkim na Dystansach 1987 odbyły się w dniach 20–22 lutego 1987 roku na torze Błonie w Sanoku.

## Kobiety
| Konkurencja | 1. miejsce                          | Rezultat | 2. miejsce                          | Rezultat | 3. miejsce                          | Rezultat |
| 500 m       | Erwina Ryś-Ferens Marymont Warszawa | 42,64    | Zofia Tokarczyk AZS Zakopane        | 43,29    | Aneta Rękas Olimpia Elbląg          | 43,54    |
| 1000 m      | Erwina Ryś-Ferens Marymont Warszawa | 1:27,22  | Lilianna Morawiec Legia Warszawa    | 1:28,61  | Ewa Borkowska Niegocin Giżycko      | 1:29,11  |
| 1500 m      | Erwina Ryś-Ferens Marymont Warszawa | 2:17,07  | Ewa Borkowska Niegocin Giżycko      | 2:19,07  | Zofia Tokarczyk AZS AWF Zakopane    | 2:20,27  |
| 3000 m      | Erwina Ryś-Ferens Marymont Warszawa | 4:47,90  | Ewa Borkowska Niegocin Giżycko      | 4:52,52  | Małgorzata Tomporowska Orzeł Elbląg | 4:55,42  |
| 5000 m      | Erwina Ryś-Ferens Marymont Warszawa | 8:34,00  | Małgorzata Tomporowska Orzeł Elbląg | 8:42,40  | Ewa Borkowska Niegocin Giżycko      | 8:45,40  |

## Mężczyźni
| Konkurencja | 1. miejsce                      | Rezultat | 2. miejsce                                | Rezultat | 3. miejsce                              | Rezultat |
| 500 m'      | Tomasz Jankowski Legia Warszawa | 38,29    | Jacek Dobrowolski Legia Warszawa          | 38,85    | Jerzy Dominik AZS Zakopane              | 38,93    |
| 1000 m      | Tomasz Jankowski Legia Warszawa | 1:20,82  | Piotr Krysiak SKŁ Górnik Sanok            | 1:21,11  | Jacek Dobrowolski Legia Warszawa        | 1:21,39  |
| 1500 m      | Jerzy Dominik AZS Zakopane      | 2:03,83  | Piotr Krysiak SKŁ Górnik Sanok            | 2:04,05  | Piotr Diduch Pilica Tomaszów Mazowiecki | 2:04,60  |
| 5000 m      | Roman Derks Olimpia Elbląg      | 7:23,86  | Andrzej Józwik Pilica Tomaszów Mazowiecki | 7:25,11  | Piotr Krysiak SKŁ Górnik Sanok          | 7:28,83  |
| 10 000 m    | Roman Derks Olimpia Elbląg      | 15:28,10 | Andrzej Józwik Pilica Tomaszów Mazowiecki | 15:37,60 | Dawid Urbański SNPTT Zakopane           | 15:38,40 |